# Admirał Zacharow
Admirał Zacharow (ros. Адмирал Захаров) – radziecki, następnie rosyjski niszczyciel rakietowy, czwarty okręt projektu 1155 (typu Udałoj, ozn. NATO Udaloy), klasyfikowany oficjalnie jako duży okręt przeciwpodwodny. W czynnej służbie od 1983 do 1994 roku, wchodził w skład Floty Oceanu Spokojnego.

## Budowa i opis techniczny
„Admirał Zacharow” był czwartym zbudowanym okrętem projektu 1155 (Friegat), znanego też od pierwszego okrętu oraz na zachodzie jako typ Udałoj (Udaloy). Okręt został wciągnięty na listę floty już 11 czerwca 1979 roku, otrzymując nazwę na cześć admirała Michaiła Zacharowa (1912–1978). Stępkę położono 16 października 1981 roku w stoczni Jantar w Królewcu (numer budowy 112), okręt został zwodowany 4 listopada 1982 roku, zaś do służby wszedł 30 grudnia 1983 roku.
Okręty projektu 1155 były klasyfikowane jako duże okręty przeciwpodwodne (ros. bolszoj protiwołodocznyj korabl, BPK), niemniej na zachodzie powszechnie uznawane są za niszczyciele. Ich zasadniczym przeznaczeniem było zwalczanie okrętów podwodnych, w tym celu ich główne uzbrojenie stanowiło osiem wyrzutni rakietotorped Rastrub-B z ośmioma pociskami i osiem wyrzutni torped kalibru 533 mm przeciw okrętom podwodnym. Ich możliwości w zakresie zwalczania okrętów podwodnych rozszerzały dwa śmigłowce pokładowe Ka-27PŁ. Uzbrojenie przeciwpodwodne uzupełniały dwa dwunastoprowadnicowe miotacze rakietowych bomb głębinowych RBU-6000. Uzbrojenie artyleryjskie stanowiły dwa pojedyncze działa uniwersalne kalibru 100 mm AK-100 na dziobie oraz dwa zestawy artyleryjskie obrony bezpośredniej w postaci dwóch par sześciolufowych naprowadzanych radarowo działek 30 mm AK-630M (łącznie cztery działka). Uzbrojenie rakietowe służyło tylko do bliskiej obrony i według projektu składało się z dwóch kompleksów pocisków przeciwlotniczych i przeciwrakietowych bliskiego zasięgu Kinżał, każdy w składzie czterech bębnowych wyrzutni pionowych, po jednym na dziobie i na rufie (64 pociski). Pierwsze okręty projektu 1155 nie otrzymały całego przewidzianego projektem uzbrojenia, a „Admirał Zacharow” jako pierwszy z serii otrzymał wyrzutnie rakiet Kinżał. Według części publikacji jednak, zamiast przewidzianych projektem dwóch kompleksów otrzymał tylko jeden na rufie, w składzie czterech bębnowych wyrzutni pionowych.
Okręty wyposażone były w odpowiednie środki obserwacji technicznej, w tym kompleks hydrolokacyjny Polinom z antenami w gruszce dziobowej, podkilową i holowaną. „Admirał Zacharow” został wyposażony w stację radiolokacyjną dozoru ogólnego Friegat-MA (MR-750) na maszcie rufowym, lecz nie otrzymał stacji do wykrywania celów niskolecących Podkat przewidzianej na maszcie dziobowym. Wyposażony został w dwie wyrzutnie celów pozornych PK-2, ale bez przewidzianych projektem wyrzutni PK-10.
Napęd stanowią dwa zespoły turbin gazowych M9 w systemie COGAG, napędzające po jednej śrubie. Każdy składa się z turbiny marszowej D090 o mocy 9000 KM i turbiny mocy szczytowej DT59 o mocy 22 500; łączna moc napędu wynosi 63 000 KM. Prędkość maksymalna wynosi 29 węzłów, a ekonomiczna 18 węzłów.

## Służba
„Admirał Zacharow” od 18 stycznia 1984 roku wchodził w skład Floty Oceanu Spokojnego. W dniach 29 listopada – 3 grudnia 1987 złożył wizytę w Bombaju, a 12–16 maja 1988 roku w Wŏnsan.

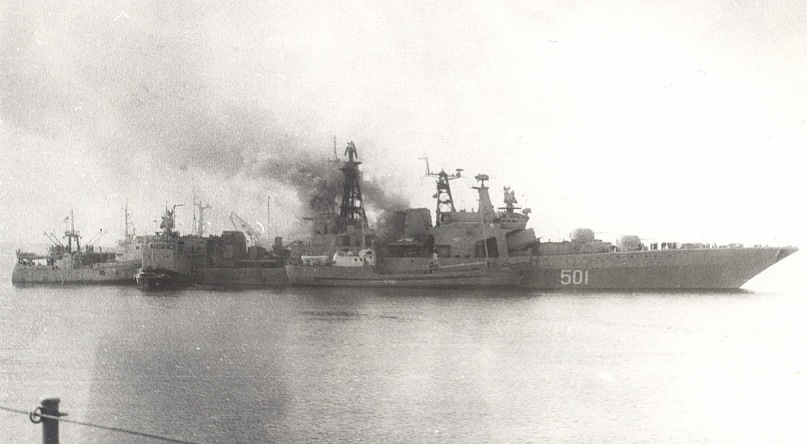
„Admirał Zacharow” uszkodzony przez pożar. Z wyposażenia elektronicznego zwraca uwagę radar Friegat-MA na maszcie rufowym, brak radaru Podkat na maszcie dziobowym, radar artyleryjski Lew na nadbudówce dziobowej oraz dwie stacje naprowadzania pocisków Kinżał.

17 lutego 1991 roku okręt został poważnie uszkodzony na skutek pożaru w maszynowni rufowej, po czym nie został już wyremontowany (spotykana jest także data 17 lutego 1992 roku). 5 lipca 1994 roku został wycofany ze służby. Został następnie częściowo rozbrojony i zakonserwowany – 29 września tego roku był dokowany w celu zaślepienia otworów w części podwodnej, po czym został odstawiony w porcie we Władywostoku. W 2002 roku został ostatecznie skreślony z listy floty i przeznaczony do złomowania.